# Звездана Поповић
Звездана Поповић (Београд, 6. децембар 1947) српски је молекуларни биолог-генетичар. Била је директор Института за молекуларну генетику и генетичко инжењерство у Београду, а сада је истраживач на Универзитету у Торонту, Канада.
Била је један од интелектуалаца који су обновили рад Демократске странке крајем 1989. године.